# Dzsungelriportok – Vissza a jégmezőkre
A Dzsungelriportok – Vissza a jégmezőkre (eredeti cím: Les As de la Jungle – Operation banquise) 2011-ben bemutatott francia televíziós 3D-s számítógépes animációs film, amelyet David Aleux és Eric Tosti rendezett. A zenéjét Oliver Cussac szerezte. Az animációs tévéfilm gyártója a TAT Productions, a Master Films és a Vanilia Seed volt. Műfaját tekintve kalandfilm. 
Franciaországban 2011. december 31-én mutatták be a televízióban. Magyarországon 2012-ben a Minimax készített belőle magyar nyelvű szinkront, s ez az adó adta le elsőként. 2015-től a Boomerang is vetíti, a Minimax szinkronjával. 

## Cselekmény
A dzsungelben lévő, a bajba keveredő állatokat megmentő csapatot, a Dzsungelbandát meglátogatja két pingvin. Pong és a nővére az Egyenlítőről érkezett a dzsungelbe, hogy segítséget kérjenek a bandától. A jégmezőkön ugyanis a pingvinnép veszélybe került, mivel az élőhelyüket a rozmárok az uralmuk alá vonták. Maurice és Junior rögtön vállalkoznak a küldetésre, hogy segítsen a pingvineknek elüldözni a rozmárokat, ám a csapat csak késve egyezik bele. Így Miguel, Gilbert, Al, Bob és Fred a csapatvezérrel, a mostohafiával és a pingvintestvérpárral együtt elindulnak a jégmezőkre. Útközben találkoznak Batriciával is, aki szállást nyújt nekik éjszakára, a barlangjában. A banda meggyőzni, hogy tartson velük a mentőakción, így a mentőcsoport tagjainak száma hétről nyolcra bővül.
Az Egyenlítőn a pingvinnép csodálattal fogadja a Dzsungelbandát, talán, mert a csapatban sok, általuk nem igazán ismert fajú állat is szerepel. Bármilyen kitartóan és ügyesen küzdenek azonban, a csoport nem tud elbánni a kapzsi Rozmárfőnökkel és a szolgáival. A tét azonban nagyon fontos: meg kell szerezniük a császárpingvinek tojásait, amelyek a rozmárok fogságába kerültek. Úgy terjed, hogy a rozmárok a pingvinfiókákat rabszolgáknak használják majd, miután kikeltek a tojásaikból. Az egyik akció után a pingvinek elvesztik a türelmüket, s egyre kevésbé gondolják csodásnak a Dzsungelbandát. Végül azonban legyőzik a zsarnok rozmárokat, s minden császárpingvin-tojás visszakerül a tulajdonosához, így visszaköltözik a béke az Egyenlítőre, a bandának pedig megmarad a jó híre.

## Szereplők
| Szereplő         | Eredeti hang | Magyar hang           |                      |
| ---------------- | --- | --------------------- | -------------------- |
| Maurice          | Philippe Bozo | Joó Gábor             |                      |
| Maurice          | A Dzsungelbanda kapitánya, hím császárpingvin. Ő irányítja a csapatot. Tigrisek nevelték fel, emiatt önmagát is tigrisnek hiszi. A tigriscsíkokat festékkel pótolja. Jól tud harcolni, feltehetően érti a harcművészetet is. Fajtársait, a pingvineket nem ismeri fel. |                       |                      |
| Junior           | nincs beszélő szerep | nincs beszélő szerep  | nincs beszélő szerep |
| Junior           | Maurice nevelt fia, apró hím tigrishal. Egy apró gömbakváriumban úszkál, de gyakran kimerészkedik az eszközből. A bandavezérhez hasonlóan ő is jól ért a harchoz. |                       |                      |
| Miguel           | Pascal Casanova | Berkes Bence          |                      |
| Miguel           | Nagy termetű hím gorilla, a legnagyobb erejű állat a Dzsungelbandában. Kedvenc étele a banán. Ha valaki fenyegeti őt vagy a társait, kíméletlenül megüti – saját szavaival: traplizza – a fenyegetőzőt.                                                                |                       |                      |
| Gilbert          | Laurent Morteau | Moser Károly          |                      |
| Gilbert          | Apró hím koboldmaki, a banda gyakran morcos tagja. Folyamatosan elutasítja Batricia közeledését. Jó taktikai érzéke van, gyorsan megtalálja a nyomokat a banda bevetése során. Képes biztonsági rendszereket is létrehozni.                                            |                       |                      |
| Batricia         | Céline Monsarrat | Bíró Kriszta          |                      |
| Batricia         | Nőstény denevér, a banda leggyorsabb tagja. Folyamatosan közeledik Gilbert-hez, a koboldmaki azonban mindig elutasítja a közeledését. A bevetések során tanult meg igazán repülni.                                                                                     |                       |                      |
| Al               | Emmanuel Curtil | Szalay Csongor        |                      |
| Al               | Hím üvegbéka. A banda bázisa melletti tónál él, Bob mellett. A másik békához hasonlóan a banda tartalékos tagja, tehát csak néhány küldetésben vesz részt. |                       |                      |
| Bob              | Paul Borne | Gacsal Ádám           |                      |
| Bob              | Hím varangy. Otthona a bázis melletti tó, Al lakótársa és legjobb barátja. Tartalékos tag a bandában, nem vesz részt minden bevetésen, csak abban, amiben szükség van rá.                                                                                              |                       |                      |
| Fred             | Michael Mella | Gubányi György István |                      |
| Fred             | Éneklős, gyakran rímekben beszélő varacskosdisznó. |                       |                      |
| Ping             | Barbara Tissier | Lamboni Anna          |                      |
| Ping             | Az egyik pingvintestvér, aki a dzsungelbe utazott. Valamivel komolyabb és elővigyázatosabb, mint öccse. |                       |                      |
| Pong             | Alexis Tomassian | Ungvári Gergely       |                      |
| Pong             | A másik pingvin. Nagyban tiszteli a dzsungelbandát. |                       |                      |
| Rozmárfőnök      | Paul Borne | Bolla Róbert          |                      |
| Rozmárfőnök      | Az Egyenlítőt megszálló, kapzsi rozmárok vezetője és irányítója. Látszólag ő a leginkább zsarnok rozmár a megszállók közül. |                       |                      |
| Bouli            | ? | Forgács Gábor         |                      |
| Bouli            | A Rozmárfőnök egyik csatlósa |                       |                      |
| Csatlós rozmárok | nincs beszélő szerep | nincs beszélő szerep  | nincs beszélő szerep |
| Csatlós rozmárok | Azok a rozmárok, akiket a Rozmárfőnök irányít, valamint annak parancsára megszálltak a jégmezőket. Elég szőrös szívűek és hatalomvágyóak. |                       |                      |

## Magyar változat
A szinkront a Minimax megbízásából a BTI Stúdió készítette.
Magyar szöveg: Szabó Anita
Hangmérnök:
Vágó:
Gyártásvezető:
Szinkronrendező: Sipos Pál